# Чуканов Іван Панасович
Іван Панасович Чуканов (серпень 1901, село Нікуліно Алексинського повіту Тульської губернії, тепер Тульська область, Російська Федерація — 10 листопада 1938, в'язниця міста Тамбова) — радянський партійний діяч, 1-й секретар Тамбовського обкому ВКП(б). Депутат Верховної Ради СРСР 1-го скликання (у 1937—1938 роках).

## Біографія
Народився в родині селянина-бідняка. У 1912 році закінчив трирічну сільську початкову школу. З травня 1913 по березень 1914 року працював сільськогосподарським робітником і пастухом у заможного селянина Ниркова в селі Нікуліно Тульської губернії.
У квітні 1914 — квітні 1917 року — робітник цукрового заводу Терещенка в місті Тулі. У травні 1917 — вересні 1918 року — робітник губернського сільськогосподарського складу в місті Тулі.
У жовтні 1918 — січні 1920 року — агент—дільничний транспортної надзвичайної комісії (ЧК) на станціях Плєханово і Вузлова Сизрано-В'яземської залізниці.
Член РКП(б) з вересня 1919 року.
У лютому 1920 — січні 1921 року — діловод полкового суду евакуаційного пункту в місті Тулі. У січні 1921 — березні 1922 року — помічник військового комісара, військовий комісар 40-го військового евакуаційного госпіталю в місті Тулі.
У березні 1922 — січні 1924 року — інспектор Тульської губернської робітничо-селянської міліції.
У січні — вересні 1924 року — заступник завідувача організаційного відділу Центрального районного комітету РКП(б) міста Тули.
У вересні 1924 — березні 1926 року — завідувач відділу культури Тульського губернського відділу Спілки радторгслужбовців.
У березні 1926 — лютому 1927 року — завідувач відділу агітації і пропаганди та заступник секретаря Чернського районного комітету ВКП(б) Тульської губернії. У березні 1927 — червні 1928 року — завідувач відділу агітації і пропаганди та заступник секретаря Лаптєвського районного комітету ВКП(б) Тульської губернії.
З липня по листопад 1928 року — інструктор Спілки кредитно-сільськогосподарських кооперативів у місті Тулі. У грудні 1928 — серпні 1930 року — завідувач організаційного відділу Тульської окружної Колгоспспілки.
У серпні 1930 — січні 1931 року — завідувач колгоспного відділення Тульської окружної радпартшколи.
У січні — грудні 1931 року — завідувач сектору масової роботи Тульського міського комітету ВКП(б).
У грудні 1931 — квітні 1933 року — завідувач агітаційно-масового відділу Тульського міського комітету ВКП(б).
У квітні 1933 — березні 1935 року — начальник політичного відділу машинно-тракторної станції в селі Красильниково Спаського району Московської області.
У квітні 1935 — травні 1937 року — 1-й секретар Кімрського районного комітету ВКП(б) Калінінської області.
У травні — липні 1937 року — 1-й секретар Опочецького окружного комітету ВКП(б) Калінінської області.
У липні — вересні 1937 року — 2-й секретар Калінінського обласного комітету ВКП(б).
У вересні 1937 — березні 1938 року — 1-й секретар Організаційного бюро ЦК ВКП(б) по Тамбовській області. 19 березня — травень 1938 року — 1-й секретар Тамбовського обласного комітету ВКП(б).
З травня по серпень 1938 року перебував у розпорядженні ЦК ВКП(б) у Москві.
У серпні 1938 року направлений у розпорядження Народного комісаріату землеробства СРСР. У вересні 1938 року — начальник відділу плодоовочевих радгоспів Народного комісаріату землеробства РРФСР.
8 вересня 1938 року заарештований органами УНКВС СРСР по Тамбовській області, звинувачений в «участі в правотроцькістській терористичній організації в Калінінській і Тамбовській областях». 10 листопада 1938 року помер у в'язниці.
29 жовтня 1956 року реабілітований посмертно. Рішенням КПК при ЦК КПРС від 8 липня 1957 року відновлений в партії.